# ピーター・コスグローブ
サー・ピーター・ジョン・コスグローブ（Sir Peter John Cosgrove AK CVO MC、1947年7月28日 - ）は、オーストラリアの陸軍軍人。26代目オーストラリア総督を務めた。

## 経歴
陸軍准士官の子としてニューサウスウェールズ州シドニーに生まれる。1968年に王立ダントルーン陸軍士官学校を卒業し、ベトナム戦争に参加する。1971年には功績顕著によりミリタリー・クロスを授与される。その後、ロイヤルオーストラリア連隊第1大隊長、第6旅団長、ダントルーン士官学校校長、第1師団長を歴任する。
1999年、東ティモール紛争収拾のため、国連安保理決議1264に基づきオーストラリアを中心として東ティモール国際軍 (INTERFET) が結成される。陸軍少将のコスグローブは司令官としてINTERFETを率い、東ティモールの治安回復、民兵の武装解除にあたった。コスグローブは単に治安維持にあたるのみならず、自らスポークスマンとなってメディアへ柔軟に対応し、東ティモール平和維持活動への国民の関心・支持を大いに高めた。INTERFETは大きな犠牲を出すことなく任務を遂行し、コスグローブは一躍国民的英雄となった。
2000年、陸軍中将に昇進し、陸軍参謀長に就任する。次いで2002年には、陸軍大将・オーストラリア国防軍司令官に就任する。2005年に退役する。
退役後、カンタス航空の社外取締役、オーストラリア・ウォー・メモリアルの理事長を務めた。
2006年3月、クイーンズランド州政府は、サイクロンラリーにより甚大な被害を受けた州の復旧復興活動タスクフォースの長にコスグローブを任命する。コスグローブは期待通りリーダーシップを発揮し、復興活動を推進した。
2014年1月、トニー・アボット首相は、クエンティン・ブライス総督の後任にコスグローブを指名し、女王エリザベス2世はコスグローブを次期総督に任命した。総督交代直前の3月25日、アボットはオーストラリア勲章のナイトを復活し、総督は就任と同時にオーストラリア勲章のナイトまたはデイムに叙せられ、現総督ブライス閣下はデイムの称号を、次期総督コスグローブ将軍は就任と同時にサーの称号を与えられる」と発表した。3日後の3月28日、コスグローブは総督に正式に就任し、サー・ピーター・コスグローブと名乗ることになった。2019年7月1日に総督を退任。